# Milano-Torino 1920
La Milano-Torino 1920, tredicesima edizione della corsa, si svolse il 27 aprile 1920 su un percorso di 258 km. La vittoria fu appannaggio dell'italiano Costante Girardengo, che completò il percorso in 9h06'00", precedendo i connazionali Gaetano Belloni e Leopoldo Torricelli.

## Ordine d'arrivo (Top 10)
| Pos. | Corridore           | Squadra         | Tempo    |
| ---- | ------------------- | --------------- | -------- |
| 1    | Costante Girardengo | Stucchi         | 9h06'00" |
| 2    | Gaetano Belloni     | Bianchi-Pirelli | s.t.     |
| 3    | Leopoldo Torricelli | Legnano-Pirelli | s.t.     |
| 4    | Jules Van Hevel     | -               | s.t.     |
| 5    | Lucien Buysse       | -               | s.t.     |
| 6    | Ugo Agostoni        | Bianchi-Pirelli | s.t.     |
| 7    | Giovanni Brunero    | Legnano-Pirelli | s.t.     |
| 8    | Giuseppe Olivieri   | Bianchi-Pirelli | s.t.     |
| 9    | Clemente Canepari   | Stucchi         | s.t.     |
| 10   | Giuseppe Santhià    | Stucchi         | s.t.     |